# هنري كلاي فريك
هنري كلاي فريك (بالإنجليزية: Henry Clay Frick)‏ (و. 1849 – 1919 م) هو رائد أعمال، وراعي فنون أمريكي، ولد في مقاطعة ويستمورلاند، توفي في نيويورك، عن عمر يناهز 70 عاماً، بسبب نوبة قلبية.

## التعليم
تعلم في جامعة أوتربين ‏.